# Cantonul Mèze
Cantonul Mèze este un canton din arondismentul Montpellier, departamentul Hérault, regiunea Languedoc-Roussillon, Franța.

## Comune
- Bouzigues
- Gigean
- Loupian
- Mèze (reședință)
- Montbazin
- Poussan
- Villeveyrac